# Список земноводних Іспанії
Це список усіх земноводних, що мешкають в Іспанії, як на Піренейському півострові, так і на таких територіях, як Сеута, Мелілья, Балеарські та Канарські острови.
В Іспанії трапляється тридцять дев'ять видів земноводних, чотирнадцять з яких є ендемічними і два інтродукованих.

## Позначки
Теги, що використовуються для виділення охоронного статусу кожного виду за оцінками МСОП:
| EX | Extinct               | Зниклий                          |
| CR | Critically Endangered | Перебуває під критичною загрозою |
| EN | Endangered            | Перебуває під загрозою           |
| VU | Vulnerable            | Уразливий                        |
| NT | Near Threatened       | Близький до загрозливого стану   |
| LC | Least Concern         | У найменшій загрозі              |
| DD | Data Deficient        | Відомості недостатні             |
| NE | Not Evaluated         | Види з недослідженим статусом    |

## Хвостаті(Caudata)

### РодинаСаламандрові(Salamandridae)
Salamandridae, Goldfuss, 1820, представлений дванадцятьма видами з шести різних родів. Піренейський півострів є домом для значного різноманіття видів роду Salamandra, можливо, внаслідок кліматичних коливань пліо-плейстоцену та, як наслідок, заселення різних територій.
| Вид                     | Українська назва        | Поширення | Статус МСОП | Зображення               |
| ----------------------- | ----------------------- | --------- | ----------- | ------------------------ |
| Calotriton arnoldi      |                         |           | CR          |                          |
| Calotriton asper        | тритон піренейський     |           | NT          | Tritón pirenaico         |
| Chioglossa lusitanica   | саламандра лузітанська  |           | VU          | Salamandra rabilarga     |
| Lissotriton boscai      | малий тритон іспанський |           | LC          | Tritón ibérico           |
| Lissotriton helveticus  | тритон перетинчастий    |           | LC          | Tritón palmeado          |
| Ichthyosaura alpestris  | тритон гірський         |           | LC          | Tritón alpino            |
| Pleurodeles waltl       | тритон іспанський       |           | NT          | Gallipato                |
| Salamandra salamandra   | саламандра вогняна      |           | LC          | Salamandra común         |
| Salamandra longirostris |                         |           | VU          | Salamandra penibética    |
| Salamandra algira       |                         |           | VU          | Salamandra norteafricana |
| Triturus marmoratus     | тритон мармуровий       |           | LC          | Tritón jaspeado          |
| Triturus pygmaeus       |                         |           | NT          |                          |

## Безхвості(Anura)

### РодинаПовитухові(Alytidae)
Alytidae представлена чотирма видами роду Alytes і чотирма видами Discoglossus.
| Вид                   | Українська назва              | Поширення | Статус МСОП | Зображення                 |
| --------------------- | ----------------------------- | --------- | ----------- | -------------------------- |
| Alytes cisternasii    | жаба-повитуха іберійська      |           | NT          | Sapo partero ibérico       |
| Alytes dickhilleni    | жаба-повитуха провінційна     |           | VU          |                            |
| Alytes obstetricans   | жаба-повитуха звичайна        |           | LC          |                            |
| Alytes muletensis     | жаба-повитуха балеарська      |           | VU          | Sapillo balear             |
| Discoglossus galganoi | круглоязикова жаба іберійська |           | LC          | Sapillo pintojo ibérico    |
| Discoglossus jeanneae |                               |           | NT          | Sapillo pintojo meridional |
| Discoglossus pictus   | круглоязикова жаба прикрашена |           | LC          | Sapillo mediterráneo       |
| Discoglossus scovazzi |                               |           | LC          | Sapillo pintojo marroquí   |

### РодинаЧасничницеві(Pelobatidae)
Pelobatidae представлені на Піренейському півострові одним видом роду Pelobates.
| Вид                 | Українська назва | Поширення | Статус МСОП | Зображення       |
| ------------------- | ---------------- | --------- | ----------- | ---------------- |
| Pelobates cultripes | Sapo de espuelas |           | NT          | Sapo de espuelas |

### РодинаМулові жаби(Pelodytidae)
Pelodytidae представлені двома видами роду Pelodytes .
| Вид                 | Українська назва     | Поширення               | Статус МСОП | Зображення            |
| ------------------- | -------------------- | ----------------------- | ----------- | --------------------- |
| Pelodytes ibericus  |                      | Sapillo moteado ibérico | LC          |                       |
| Pelodytes punctatus | мулова жаба плямиста |                         | LC          | Sapillo moteado común |

### РодинаРопухові(Bufonidae)
Bufonidae представлені чотирма родами: Amietophrynus, Bufo, Bufotes і Epidalea з шістьма видами.
| Вид                        | Українська назва | Поширення | Статус МСОП | Зображення         |
| -------------------------- | ---------------- | --------- | ----------- | ------------------ |
| Amietophrynus mauritanicus |                  |           | LC          | Sapo moruno        |
| Bufo bufo                  | ропуха звичайна  |           | LC          | Sapo común         |
| Bufo spinosus              |                  |           |             | Sapo común ibérico |
| Bufotes balearicus         |                  |           | LC          | Sapo balear        |
| Bufotes boulengeri         |                  |           | LC          | Sapo norteafricano |
| Epidalea calamita          | ропуха очеретяна |           | LC          | Sapo corredor      |

### РодинаРайкові(Hylidae)
Hylidae представлені двома видами в роду Hyla .
| Вид               | Українська назва | Поширення | Статус МСОП | Зображення            |
| ----------------- | ---------------- | --------- | ----------- | --------------------- |
| Hyla molleri      |                  |           | LC          | Ranita de San Antonio |
| Hyla meridionalis |                  |           | LC          | Ranita meridional     |

### РодинаЖаб'ячі(Ranidae)
Ranidae представлені чотирма видами в роду Rana, трьома в роді Pelophylax і одним інвазійним видом в роді Lithobates.
| Вид                     | Українська назва   | Поширення | Статус МСОП | Зображення               |
| ----------------------- | ------------------ | --------- | ----------- | ------------------------ |
| Pelophylax perezi       |                    |           | LC          | Rana común               |
| Pelophylax saharicus    |                    |           | LC          | Rana verde norteafricana |
| Pelophylax kl. grafi    |                    |           | NT          |                          |
| Rana dalmatina          | жаба прудка        |           | LC          | Rana ágil                |
| Rana iberica            |                    |           | NT          | Rana patilarga           |
| Rana pyrenaica          |                    |           | EN          |                          |
| Rana temporaria         | жаба трав'яна      |           | LC          | Rana bermeja             |
| Lithobates catesbeianus | велика зелена жаба |           | LC          | Rana toro                |